# Aeroporto di Novyj Urengoj
L'aeroporto di Novyj Urengoj conosciuto anche come l'aeroporto Jagel'noe (in russo: Аэропорт Ягельное) è un aeroporto situato a 4 km a sud ovest della città di Novyj Urengoj, nella regione Circondario autonomo Jamalo-Nenec, in Russia.

## Storia
- 1975 - l'apertura della pista di terra a Novyj Urengoj, l'arrivo dei primi voli cargo effettuati con gli aerei cargo Antonov An-12 e Antonov An-22.
- 1977 - l'inizio dei lavori di costruzione del Terminal Passeggeri e della pista aeroportuale di cemento armato a Novyj Urnegoj.
- 1980 - l'apertura dell'aeroporto e la formazione del Distaccamento Aereo Unito di Novyj Urengoj sulla base della flotta degli elicotteri Mil Mi-8.[3] Il Terminal Passeggeri permetteva la capacita si transito di 50 passeggeri/ora. A luglio del 1980 sono arrivati i primi Tupolev Tu-134 all'Aeroporto Jagel'noe.
- 1º marzo 2007 - l'arrivo del primo Airbus A319 della russa S7 Airlines all'Aeroporto Jagel'noe.[4]
- 26 gennaio 2009 - la firma dell'accordo tra l'Aeroporto di Novyj Urengoj e la compagnia aerea russa Aerotaxi Dexter per la manutenzione degli aerei Pilatus PC-12 e per i voli charter interregionali nella Jamalia.[5]
- 2009 - il Distaccamento Aereo Unito di Novyj Urengoj ha trasportato 416,500 passeggeri, il 18,5% in meno rispetto all'anno precedente.[6]
- 2 giugno 2010 - il Distaccamento Aereo Unito di Novyj Urengoj ha firmato gli accordi di leasing operativo per 6 anni della parte della sua flotta degli elicotteri con la russa UTair. La decisione è stata presa in seguito all'annullamento del certificato della compagnia aerea dopo i controlli effettuati a Novyj Urengoj da parte dell'Ente dell'Aviazione Civile della Russia.[7]

## Strategia

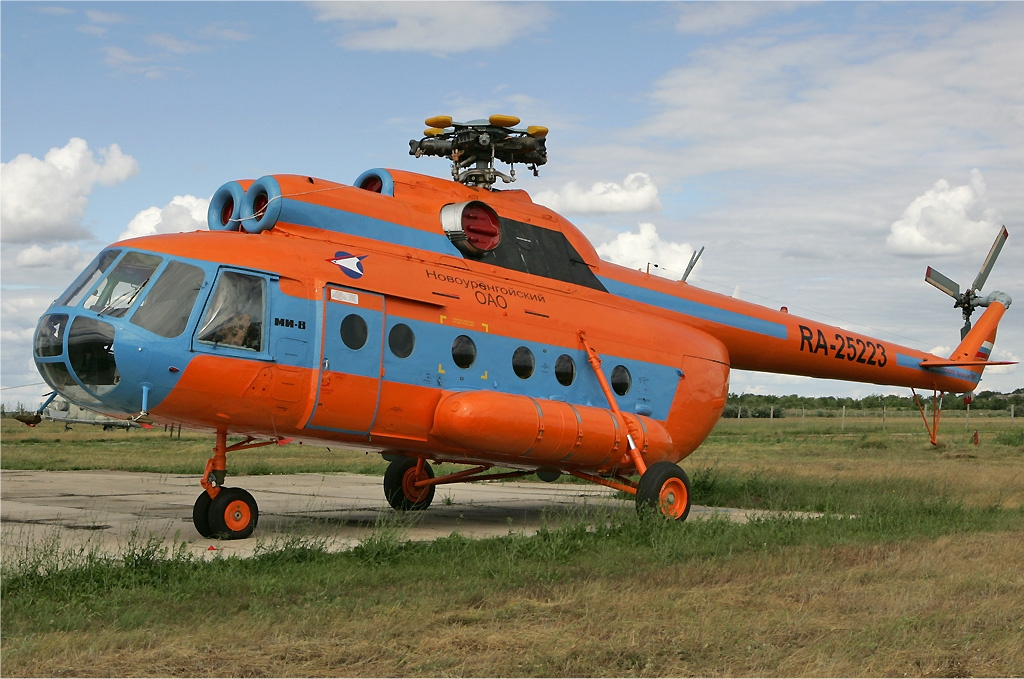
Mil Mi-8 del Distaccamento Aereo Unito di Novyj Urengoj.

L'Aeroporto di Novyj Urengoj è uno dei più importanti scali aerei della Jamalia e lo hub principale della compagnia aerea russa Distaccamento Aereo Unito di Novyj Urengoj che opera i voli di linea e charter con gli elicotteri Mil Mi-8.

## Dati tecnici
L'aeroporto di Novyj Urengoj-Jagel'noe dispone di una pista attiva di cemento armato di classe C di 2.550 m х 46 m.
L'aeroporto è attrezzato per l'atterraggio/decollo e la manutenzione ordinaria e straordinaria dei seguenti tipi degli aerei: Airbus A320, Antonov An-12, Antonov An-24, Antonov An-26, Antonov An-30, Antonov An-32, Antonov An-72, Antonov An-74, Boeing 737, Boeing 757, Ilyushin Il-18, Ilyushin Il-76, Ilyushin Il-86, Pilatus PC-12, Tupolev Tu-134, Tupolev Tu-154, Tupolev Tu-204, Yakovlev Yak-40, Yakovlev Yak-42 e di tutti i tipi degli elicotteri.
L'aeroporto è aperto d'estate dalle ore 01:30 fino alle ore 15:30 (ora UTC); d'inverno dalle ore 02:30 fino alle ore 16:30 (ora UTC).
Dispone di 10 parcheggi per gli aerei di classe A, B, C, D, E e 20 parcheggi per gli elicotteri.
Il Terminal Passeggeri dispone di un albergo per 69 persone.